# Binaire operatie
In de wiskunde is een binaire operatie een bewerking waarbij twee operanden betrokken zijn, met andere woorden een operatie met plaatsigheid twee. Binaire operaties kunnen als binaire functie of als binaire operator worden genoteerd. Binaire operaties worden soms dyadische operaties genoemd om verwarring met het binaire talstelsels te voorkomen. Voorbeelden op de gehele getallen zijn de rekenkundige basisoperaties: optellen, aftrekken en vermenigvuldigen. Deze bewerkingen bepalen bij twee getallen {\displaystyle a} en {\displaystyle b} een derde getal, {\displaystyle a+b,\ a-b} en {\displaystyle a\times b}. Aftrekken is op de natuurlijke getallen volgens deze definitie géén binaire operatie, omdat niet voor iedere {\displaystyle a,b\in \mathbb {N} } het verschil {\displaystyle a-b} ook in {\displaystyle \mathbb {N} } is.
Een binaire operatie is dus een functie van de vorm {\displaystyle f\colon X_{1}\times X_{2}\to Y}. De verzamelingen {\displaystyle X_{1}} en {\displaystyle X_{2}} worden het domein van de operatie genoemd. De verzameling {\displaystyle Y} heet het codomein van de operatie.
Bij het delen van reële getallen zijn de beide domeinen niet gelijk, omdat delen door nul niet mogelijk is.
Als {\displaystyle f} geen functie is, maar een partiële functie, wordt de bewerking die door {\displaystyle f} wordt bepaald een gedeeltelijke operatie genoemd. 
In plaats van de prefixnotatie voor een binaire functie {\displaystyle f(a,b)} wordt vaak een infixnotatie gebruikt en wordt de functie {\displaystyle f} bijvoorbeeld voorgesteld door de operator {\displaystyle \circ }: {\displaystyle f(a,b)=a\circ b}.